# Dương Văn Thăng
Dương Văn Thăng (sinh ngày 8 tháng 3 năm 1969) là Trung tướng Quân đội nhân dân Việt Nam và Thẩm phán Tòa án nhân dân tối cao Việt Nam. Ông hiện là Phó Chánh án Tòa án nhân dân tối cao Việt Nam kiêm Chánh án Tòa án Quân sự Trung ương Việt Nam, Đại biểu Quốc hội khóa XV.

## Xuất thân và giáo dục
Dương Văn Thăng sinh ngày 8 tháng 3 năm 1969, quê quán tại xã Đỗ Động, huyện Thanh Oai, thành phố Hà Nội.

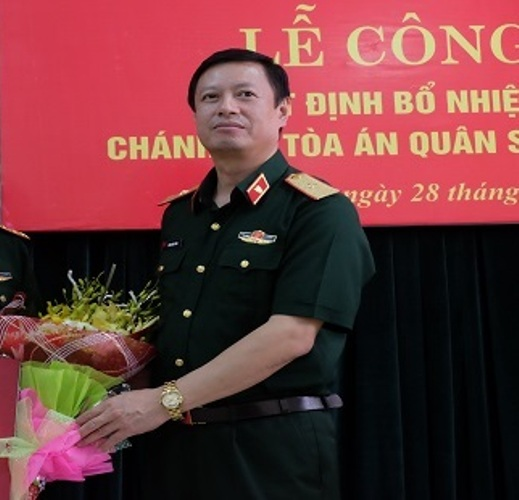

Ông có bằng tiến sĩ Luật.

## Sự nghiệp
Tháng 12 năm 2018, Dương Văn Thăng là Đại tá Quân đội nhân dân Việt Nam, giữ chức vụ Phó Chánh án Tòa án Quân sự Trung ương Việt Nam dưới quyền Chánh án Nguyễn Văn Hạnh, Dương Văn Thăng kiêm chức Chủ tịch Hội đồng Thi đua khen thưởng.
Chiều ngày 12 tháng 6 năm 2019, tại kì họp thứ 7 Quốc hội Việt Nam khóa 14, Quốc hội đã phê chuẩn đề nghị của Chánh án Tòa án nhân dân tối cao Nguyễn Hòa Bình về việc bổ nhiệm Thiếu tướng Dương Văn Thăng, Quyền Chánh án Tòa án Quân sự Trung ương Việt Nam, giữ chức danh Thẩm phán Tòa án nhân dân tối cao.
Ngày 18 tháng 6 năm 2019, Chủ tịch nước Cộng hòa xã hội chủ nghĩa Việt Nam Nguyễn Phú Trọng đã kí quyết định bổ nhiệm Thiếu tướng Dương Văn Thăng giữ chức danh Thẩm phán TANDTC, giữ chức vụ Phó Chánh án Tòa án nhân dân tối cao Việt Nam, Chánh án Tòa án Quân sự Trung ương (Quyết định số 1059/QĐ-CTN ngày 18/6/2019).
Ông được bầu là Đại biểu Quốc hội khóa XV, Đoàn Đại biểu Quốc hội Thành phố Hồ Chí Minh, thành viên Ủy ban Tư pháp của Quốc hội.

## Lịch sử thụ phong quân hàm
- Đại tá Quân đội nhân dân Việt Nam
- Thiếu tướng Quân đội nhân dân Việt Nam (2019)
- Trung tướng Quân đội nhân dân Việt Nam (2023)